# Notker de Saint-Gall
 (février 2025).
Notker  est un abbé bénédictin du monastère de Saint-Gall de 971 à 975.

## Vie
Notker est proposé par son prédécesseur Purchart von Udalrichingen. Son élection a lieu le 18 mai 971. Il est le neveu des abbés Thieto et Craloh. Il décède le 15 décembre 975).

## Agir
Durant l’abbatiat de Notker[Quoi ?], on note une reprise économique de l’abbaye. L’achèvement des murs de la ville, commencé par Anno, témoignent de cette reprise. Notker s'est inspiré des statuts de Hartmut et de son prédécesseur Purchart pour améliorer la discipline et l'économie du monastère. Sa sévérité, cependant, connaissait ses limites. On l’appelait "abba benignus" (dit : "doux abbé"). Son gouvernement est aussi le premier témoignage de l'émergence de la ministérielle saint-galloise. Son successeur sera l'abbé Ymmo.

## Anecdote
Une idée fausse, que Charlemagne a « inventé l'école » en France, a pour origine une anecdote forgée par Notker de Saint-Gall d'un Charlemagne visitant l'une des écoles de sa création pour tester les connaissances des écoliers.

## Littérature
- Anton Gössi: Kurzbiographien der Äbte. In: Johannes Duft, Anton Gössi und Werner Vogler (Hrsg.): Die Abtei St. Gallen. St. Gallen 1986,  (ISBN 3-906616-15-0), S. 116.